# 福建高等法院金門分院
福建高等法院金門分院（ふっけんこうとうほういんきんもんぶんいん、通称：金門高分院）は、中華民国福建省金門県金城鎮に所在する通常裁判所である。かつては福建高等法院廈門分院（ふっけんこうとうほういんアモイぶんいん）と称した。本院たる福建高等法院は、1949年（民国38年）に閉鎖されて以降、組織としての実態を有していないため、金門分院は行政的には司法院の直接管轄下に置かれている。

## 沿革
- 1922年（民国11年）11月 - 福建高等審判庁第一分庁として廈門道思明県（中国語版）に設置される。
- 1927年（民国16年） - 福建控訴法院廈門分庭に改称。
- 1928年（民国17年） - 福建高等法院（中国語版）第一分院に改称。
- 1932年（民国21年） - 火災のため庁舎が焼失し、民家を借用して仮庁舎とする。
- 1935年（民国24年） - 思明県が市制を施行して廈門市となる。
- 1936年（民国25年） - 思明南路65号の庁舎（旧：思明県政府紫陽楼）に移転。
- 1938年（民国27年）5月 - 廈門が日本軍に占領されたため、竜岩県（現：竜岩市新羅区）に移転。
- 1945年（民国34年）10月18日 - 廈門に戻り、民国路の台湾公会を仮庁舎とする。
- 1946年（民国35年）4月 - 竜岩分庭を設置。
- 1948年（民国37年）2月 - 福建高等法院廈門分院に改称。
- 1949年（民国38年）10月17日 - 第二次国共内戦の劣勢に伴い、中華民国政府が廈門を放棄。
- 1951年（民国40年）11月6日 - 台湾省台北市に移転して業務を再開[2]。金門県には年に2回（重大事件はこの限りではない）、連江県（馬祖列島）には事件数に応じて不定期に出張し、それぞれ裁判を開く形式が取られるようになる[4]。
- 1990年（民国79年）7月1日 - 福建高等法院金門分院に改称[2][3]。
- 1992年（民国81年）11月7日 - 金門・馬祖における戦地政務（中国語版）が終了する[5]。
- 1993年（民国82年）2月15日 - 金門県金城鎮民権路178号（現在地）に移転[2][3]。

## 業務内容
1. 地方法院における民事および刑事訴訟の第一審判決に対する控訴[6]
2. 地方法院における第一審決定に対する抗告[6]
3. 内乱・外患・外交妨害の第一審[6]
4. その他法律で定められた訴訟[6]

## 組織
- 院長

### 審判部門
- 民事庭
- 刑事庭

### 行政部門
- 書記処（書記官長）
  - 民事紀録科
  - 法官助理室
  - 刑事紀録科
  - 文書科
  - 総務科
  - 研究考核科

### 委員会
- 法官自律委員会
- 法官会議

## 歴代院長
| 氏名           | 籍貫         | 在任期間                      |
| -------------- | ------------ | ----------------------------- |
| 林葆忻         | 福建省閩侯県 | 1928年                        |
| 高震勲         | 福建省閩侯県 | 不明                          |
| 楊廷枢         | 福建省晋江県 | 不明                          |
| 王廷一         | 浙江省永嘉県 | 1933年5月 - 1934年11月        |
| 許家栻         | 安徽省歙県   | 1934年11月 - 1936年2月        |
| 李襄宇         | 湖北省蘄春県 | 1936年2月 - 1949年10月        |
| 林秉仁         | 福建省福州市 | 1951年11月 - 1957年           |
| 楊鳴鐸         | 福建省古田県 | 1965年 - 1971年               |
| 楊建華         | 江蘇省淮安県 | 1972年 - 1973年               |
| 王治           | 不明         | 1975年                        |
| 頼硃隆         | 台湾省屏東県 | 1990年11月 - 1991年10月       |
| 王興仁         | 不明         | 1992年11月 - 1995年7月        |
| 謝志嘉         | 湖南省湘郷県 | 1995年8月 - 1997年9月         |
| 沈銀和         | 台湾省雲林県 | 1997年9月 - 2001年4月         |
| 郭君勲         | 台湾省台南市 | 2001年4月 - 2004年3月         |
| 劉令祺         | 不明         | 2004年3月 - 2005年            |
| 李春昌（代理） | 不明         | 2005年                        |
| 紀文勝（代理） | 不明         | 2005年                        |
| 蔡清遊         | 台湾省嘉義県 | 2005年12月                    |
| 林勤純（代理） | 台北市       | 2007年10月 - 2008年7月        |
| 沈宜生（代理） | 不明         | 2008年7月 - 2010年9月         |
| 呉昭瑩         | 不明         | 2010年9月 - 2016年9月         |
| 陳春長         | 不明         | 2016年9月 - 2017年7月14日     |
| 呉三竜         | 不明         | 2017年7月14日 - 2018年8月27日 |
| 洪暁能         | 不明         | 2018年8月27日 - 2020年8月25日 |
| 陳真真         | 不明         | 2020年8月26日 - 2022年8月11日 |
| 李文賢         | 不明         | 2022年8月12日 -               |